# Országzászló mozgalom

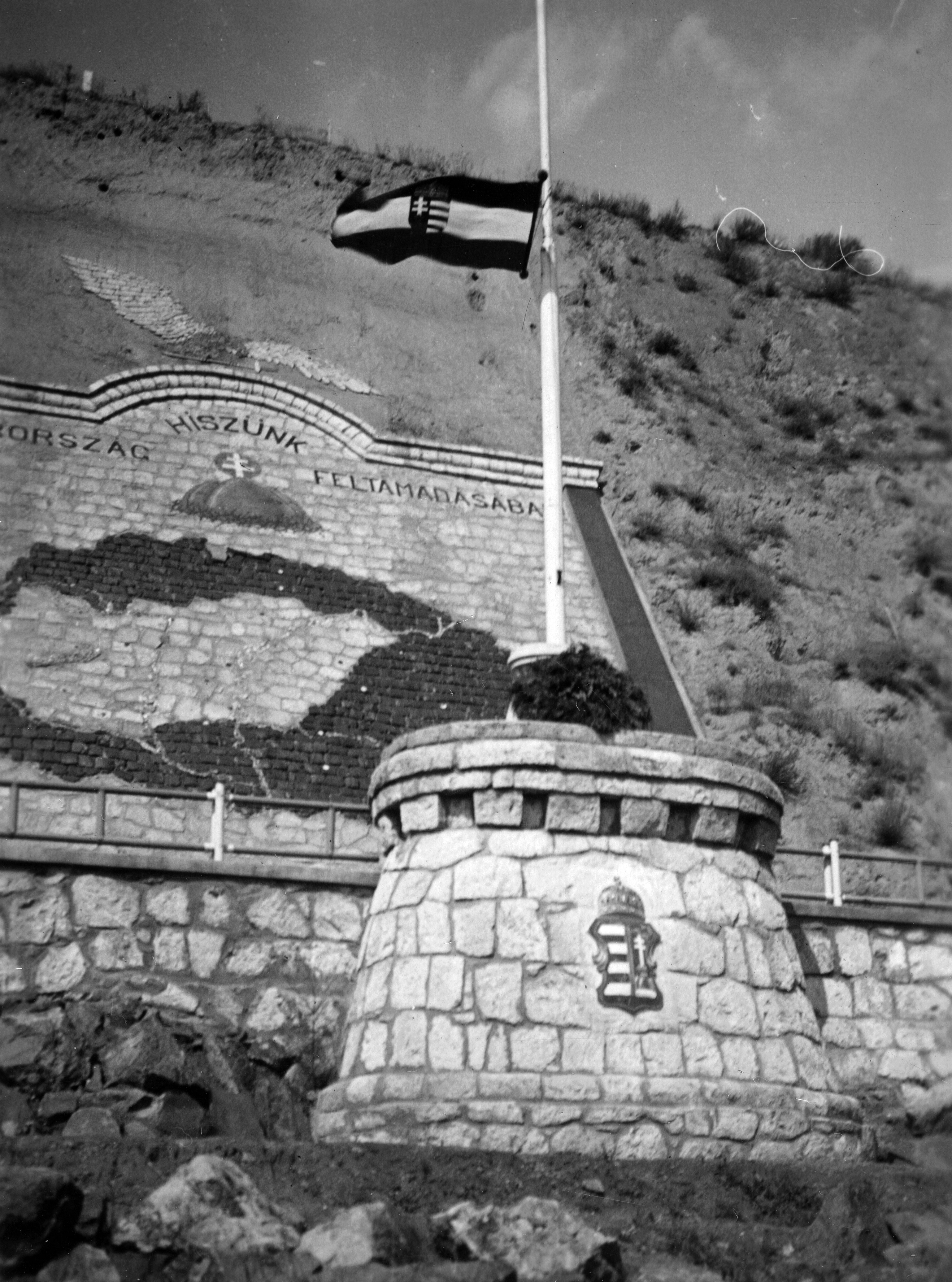
Tokaj országzászló (1935)

Az Országzászló Mozgalom a trianoni békeszerződést követő irredenta mozgalom.

## A mozgalom létrejötte
Kezdeményezője Urmánczy Nándor, az örmény származású erdélyi politikus, országgyűlési képviselő, a „megalkuvás nélküli magyar" volt, aki 1925-ben hirdette meg az Országzászló Mozgalmat.
A két világháború között az egész Magyarországra kiterjedő mozgalom a budapesti Szabadság téren 1928. augusztus 20-án felállított Ereklyés Országzászlóval indult útjára. Az országzászlók „állandó kelléke" a Trianon előtti utolsó 1915-ös hivatalos középcímer volt, lobogóját legtöbbször angyalokkal ékesítették. A jelmondata az „Így volt, így lesz!” felirat vagy a lobogón, vagy a talapzaton szerepelnie kellett. Az árbocrúd sokszor sávosan piros-fehér-zöldre volt festve, amelyre félárbócra húzták fel a nemzeti lobogót. Az ország  terület-visszacsatolásaikor az Ereklyés Országzászló Nagybizottsága rendeletének megfelelő ideig a lobogókat ideiglenesen zászlócsúcsig lehetett húzni, majd visszaengedni félárbocra, hiszen még nem állt teljesen vissza az ország integritása.Ez mind a négy országgyarapodásnál (1938-1941) megtörtént. Az árbocok tetejét sok helyen díszítette esküre emelt kéz, turulmadár, kettős kereszt vagy Trianon kereszt. Sok helyen díszes lépcső vezetett a talapzathoz.

## Országzászlók országszerte
A budapesti Ereklyés Országzászló szolgált mintául a többi országzászlónak, amelyet több mint ezer településen állítottak fel. A vidéki Ereklyés országzászlók száma viszonylag alacsony volt a felállított országzászlók számához képest, ezen emlékművekbe a budapesti Ereklyés országzászlóból vettek ki földet és helyezték az emlékművekben kialakított és 63 vármegye felirattal ellátott fülkékbe.  Így aztán az eltelt alig másfél évtized alatt, mintegy ezer helyen avattak országzászlót. Így fejezték ki a trianoni döntés elleni tiltakozást és a nemzeti gyászt ugyanakkor reményt is adva arra, hogyha egyszer visszatér minden elcsatolt terület a trianon utáni Magyarországhoz, akkor mindörökre fent maradhat a lobogó az árboccsúcson.
A 100. Országzászlót a Trianonban kettészakított városban, Sátoraljaújhelyen avatták föl 1934. július 1-én, a Magyar Kálvária történelmi emlékmű együttes első elemeként.

## A II. világháború után
A II.világháborút Magyarország a vesztes oldalon fejezte be, így az országzászló mozgalomnak is vége szakadt. A megszálló erők az előző rezsim visszacsatolt  területeit ismét elcsatolták, a hazai kommunisták a revizionizmust üldözni, az országzászlókat bontani kezdték, szerencsésebb esetben részben átalakították őket szabadságzászlókká 1948-ban. 
A budapesti Szabadság téren állott négy égtáj elrablott területeit megtestesítő irredenta szobrok (1921) alkotta képzeletbéli köríven, azokkal szembefordulva helyezte el Lechner Jenő építész és Füredi Richárd szobrász az  Ereklyés Országzászlót, amelyet 1928. augusztus 20-án, több tízezres tömeg előtt avattak fel. Az ünnepség kezdetén elénekelték a Himnuszt és a Szózatot, majd Urmánczy Nándor, Sipőcz Jenő polgármester és Rákosi Jenő irredenta sajtócézár beszédét követően az emlékmű talapzatában kialakított ereklyetartóban elhelyezték a csonka ország minden községének, az elszakított nemzetrészek valamennyi törvényhatóságának, illetve a nevezetesebb történelmi helyeknek a földjét tartalmazó zsákocskákat.Az ereklyetartót a következő feliratot viselő zárókővel zárták le, melynek feliratán ez a szöveg volt olvasható : "Tudd meg Óh ember: e helyen Nagy-Magyarország vérrel, könnyel és verejtékkel megszentelt földjén állasz."  
A Szabadság téren álló országzászlós emlékmű mészkő szószékét a magyar nagycímer, az Árpádok, az Anjouk, illetve a Hunyadiak címere díszítette. Mögötti szecessziós virágfaragással díszített főtartón, bronz turulmadár szárnyaival óvta a nemzetet, mögötte az ifjú katonanemzedéket ábrázoló szintén bronz kisfiú tekintett és mutatott fel a 20 méter magas nemzeti sávozással ellátott zászlórúdra, melynek csúcsán jelképes, esküre emelt kezet helyeztek el. Ezt Horthy Miklós kormányzó keze után Thurzó Rezső mintázta meg. Erre a zászlórúdra húzták fel félárbocra a Lechner Marienne által tervezett hímzett országzászló lobogót.

## Az országzászlók feltámadása
Az országzászlók visszaállításának folyamata 1990-es évektől kezdve megindult, de sok új országzászlót is emeltek.

## A 100. Országzászló
A 100. Országzászlót 1934. július 1-jén avatták fel Szepessy Bódog a Szepesi Szövetség osztályelnökének kezdeményezésére József főherceg az Ereklyés Országzászló Megbízottságának díszelnöke szavait idézve Urmánczy Nándor elnök avatta fel. Sátoraljaújhely felett emelkedő Szárhegyen,A közadakozásból épült országzászló kőből épített talapzatán  az Irredenta jelmondat: Így volt, így lesz! És Nagymagyarország térképe szerepelt. A következő idézetet is felírták: "És most, testvérek, boruljunk le imára, kérjük Istent, nézzen le szegény hazánkra, óvja, védje az elszakadt magyarságot, s vegye le rólunk a trianoni átkot! Ámen!" a Magyar Kálvária emlékhely első létesítményeként.
A hozzá vezető út mentén felállították két év múlva 1936.október 10-én a szenvedő Magyarország kálváriájának 14 stációját, A határmenti terméskőből készült várszerű őrtorony-emlékműveket, amelyeken elhelyezték az elszakított területek vármegyéinek és egyes városainak címerét és a márványlapokra rávésették a nevezetesebb történelmi városaink neveit.(Kassa, Lőcse, Késmárk, Igló, Besztercebánya, Körmöcbánya, Selmecbánya, Nyitra, Krasznahorka, Trencsén, Komárom, Pozsony, Kismarton, Csáktornya, Fiume, Temesvár, Szabadka, Zenta, Arad, Brassó, Nagyenyed, Segesvár, Gyulafehérvár, Marosvásárhely, Kolozsvár, Nagyvárad, Szatmárnémeti, Máramarossziget, Ungvár, Munkács, Eperjes) Minden város neve alatt ott állt egy-egy idézet nagy költőink egy-egy verséből. 
1938. szeptember 11-én szentelték fel a Szent István kápolnát. Ez utóbbi tetejének formáját a Szent Koronáról formázták. 
A Magyar Kálvária egy bevezető kapuból, 14 állomásból álló Magyar Golgotát bezáró, félárbocra bocsátott országzászlóból és legutoljára a Szt.István emlékkápolnából állt.  
A II.világháborúban megsérült, részben tovább bontották, részben elhanyagolták. Bár a rendszerváltozás óta rendbe tették, eredeti formáját a mai napig sem kapta vissza. A 100. országzászló esküre emelt keze viszont eredeti.